# قائمة مسابير استكشاف المذنبات
حتى عام 2013 أطلقت كل من الولايات المتحدة والاتحاد السوفييتي واليابان بالإضافة إلى وكالة الفضاء الأوروبية مركبات ومسابير فضائية لاستكشاف المذنبات وهي:
| المسبار                | تاريخ الإقلاع  | المشغل                                         | المذنب                   | نوع المهمة         | حالة المهمة | ملاحظات | الصاروخ الحامل   |
| ---------------------- | -------------- | ---------------------------------------------- | ------------------------ | ------------------ | ----------- | --- | ---------------- |
| ICE (ISEE-3)           | 12 أغسطس 1978  | ناسا الولايات المتحدة / وكالة الفضاء الأوروبية | 21P جياكوبيني زينر       | تحليق              | ناجحة       | كمهمة ثانية بعد التمديد، حصل أقرب إقتراب لها على مسافة 7,862 كيلومتر (4,885 ميل) الساعة 11:02 UTC يوم 11 سبتمبر 1985. قامت أيضاً بعمليات رصد بعيدة لمذنب هالي في مايو 1986. | دلتا 2914        |
| فيغا 1 (5VK No.901)    | 15 ديسمبر 1984 | الاتحاد السوفييتي                              | مذنب هالي                | تحليق              | ناجحة       | حلقت المركبة قرب مذنب هالي على بعد 8,889 كيلومتر (5,523 ميل) عند الساعة 07:20:06 UTC يوم 6 مارس 1986، بعد زيارتها كوكب الزهرة. | بروتون K/ بلوك D |
| فيغا 2 (5VK No.902)    | 21 ديسمبر 1984 | الاتحاد السوفييتي                              | مذنب هالي                | تحليق              | ناجحة       | حلقت قرب مذنب هالي عند الساعة 07:20 UTC يوم 9 مارس 1986، بعد زيارتها كوكب الزهرة. | بروتون K/بلوك D  |
| ساكيغاكيه (MS-T5)      | 7 يناير 1985   | ISAS اليابان                                   | مذنب هالي                | تحليق              | ناجحة       | حلقت عند أقرب نقطة من المذنب على بعد 6.99 مليون كيلومتر (4.34 مليون ميل) الساعة 04:18 UTC يوم 11 مارس 1986. | Mu-3S-II         |
| جيوتو                  | 2 يوليو 1985   | وكالة الفضاء الأوروبية                         | مذنب هالي                | تحليق              | ناجحة       | حلقت عند أقرب نقطة من المذنب على مسافة 605 كيلومتر (376 ميل) في 00:03:02 UTC يوم 14 مارس 1986. | أريان 1          |
| جيوتو                  | 2 يوليو 1985   | وكالة الفضاء الأوروبية                         | 26P غريغ-سكجليروب        | تحليق              | ناجحة       | بعد التمدد حلقت على مسافة 200 كيلومتر (120 ميل) من المذنب الساعة 15:30 UTC يوم 10 يوليو 1992. | أريان 1          |
| سويسيه (بلانيت-A)      | 19 أغسطس 1985  | ISAS اليابان                                   | مذنب هالي                | تحليق              | ناجحة       | أقرب إقتراب على مسافة 152,400 كيلومتر (94,700 ميل) الساعة 13:06 UTC يوم 8 مارس 1986. | Mu-3S-II         |
| سويسيه (بلانيت-A)      | 19 أغسطس 1985  | ISAS اليابان                                   | 21P جياكوبيني زينر       | تحليق              | فاشلة       | بعد تمديد المهمة فشلت في الوصول إلى المذنب الثاني لنفاذ الوقود، وخرجت عن الخدمة في 24 نوفمبر 1986. | Mu-3S-II         |
| ديب سبيس 1             | 24 أكتوبر 1998 | ناسا الولايات المتحدة                          | 107P ويلسون هارينغتون    | تحليق              | فاشلة       | فشلت المركبة في الوصول إلى مذنب ويلسون-هارينغتون بعد إيقاف تشغيل المحرك الأيوني للتحري عن مشكلة في وحدة متتبع النجوم. | دلتا 2 7326      |
| ديب سبيس 1             | 24 أكتوبر 1998 | ناسا الولايات المتحدة                          | 19P بوريلي               | تحليق              | ناجحة       | بعد تمديد المهمة | دلتا 2 7326      |
| ستارداست (ديسكفري 4)   | 7 فبراير 1999  | ناسا الولايات المتحدة                          | 81P ويلد                 | تحليق وإعادة عينات | ناجحة       | | دلتا 2 7426      |
| ستارداست (ديسكفري 4)   | 7 فبراير 1999  | ناسا الولايات المتحدة                          | 9P تيمبل                 | تحليق              | ناجحة       | بعد تمديد المهمة لغرض رصد الفوهة التي أحدها المصادم ديب إمباكت. | دلتا 2 7426      |
| كونتور (ديسكفري 6)     | 3 يوليو 2002   | ناسا الولايات المتحدة                          | 2P إنكي                  | تحليق              | فاشلة       | | دلتا 2 7425      |
| كونتور (ديسكفري 6)     | 3 يوليو 2002   | ناسا الولايات المتحدة                          | 73P شواسمان -وشمان       | تحليق              | فاشلة       | | دلتا 2 7425      |
| كونتور (ديسكفري 6)     | 3 يوليو 2002   | ناسا الولايات المتحدة                          | 6P دريست                 | تحليق              | فاشلة       | تمت جدولة المهمة مؤقتاً في وقت حصول فشل المركبة. | دلتا 2 7425      |
| روزيتا                 | 2 مارس 2004    | وكالة الفضاء الأوروبية                         | 67P تشوريوموف-جيراسيمنكو | مركبة مدارية       | ناجحة       | دخلت المركبة مدار حول المذنب الساعة 09:06 UTC يوم 6 أغسطس 2014، ويوم 30 سبتمبر 2016 إنتهت المهمة بعد إبطائها بالتدريج حتى تصطدم بسطح المذنب عند فوهة بعرض 130 متر (430 قدم) سميت "دير المدينة". | أريان 5G         |
| فيله                   | 2 مارس 2004    | وكالة الفضاء الأوروبية / DLR                   | 67P تشوريوموف-جيراسيمنكو | إنزال              | غالباً ناجحة | هي مركبة إنزال محمولة على مسبار روزيتا، أرسلت للهبوط على سطح المذنب عند الساعة 17:32 UTC، يوم 12 نوفمبر 2014، إلا أن الإتصال بها توقف بعد نفاذ بطاريتها ودخولها وضع السبات في الساعة 00:36 UTC من يوم 15 نوفمبر 2014، تم إعادة الإتصال بالمركبة وإعادة التحكم بها من الأرض عند الساعة 20:28 UTC من يوم 13 يونيو 2015 لكن بشكل متقطع حتى إنتهاء المهمة وإستقبال آخر إتصال منها يوم 9 يوليو 2015. | أريان 5G         |
| ديب إمباكت (ديسكفري 7) | 12 يناير 2005  | ناسا الولايات المتحدة                          | 9P تيمبل                 | تحليق ومصادم       | ناجحة       | حصل الإصطدام عند الساعة 05:52 UTC، يوم 4 يوليو 2005. | دلتا 2 7925      |
| ديب إمباكت (ديسكفري 7) | 12 يناير 2005  | ناسا الولايات المتحدة                          | 103P هارتلي              | تحليق              | ناجحة       | بعد تمديد مهمة إيبوكسي. | دلتا 2 7925      |